# Valentin Willner
Valentin Willner (* 14. Januar 2005 in München) ist ein deutscher Handballspieler. Der Kreisläufer und Mittelblock-Abwehrspieler spielt ab der Saison für den TuSEM Essen in der 2. Bundesliga.

## Karriere

### Im Verein
Valentin Willner kam im Alter von sieben Jahren durch seinen Bruder zum Handball und spielte bis zur C-Jugend auf Rückraum links. Die ersten zwei Jahre spielte er beim PSV München, bevor er 2014 zum TSV Allach 09 wechselte, wo er acht Jahre bis zur B-Jugend (U17) blieb. In seiner ersten B-Jugend-Saison 2020/21 spielte er bereits in der Allacher A-Jugend(U19) und erreichte mit dem Team die Finalspiele um die Deutsche A-Jugend-Meisterschaft. Im Viertelfinale unterlagen die Allacher den Rhein-Neckar-Löwen, zu denen Willner ein Jahr später im Sommer 2022 wechselte.
In seinen beiden A-Jugend-Saisons 2022/23 und 2023/24 in der Jugend-Handball-Bundesliga (JBLH) erreichte er mit den Junglöwen das Finale um die Deutsche A-Jugend-Meisterschaft und wurde zweimal Deutscher Vizemeister. Parallel zur A-Jugend wurde Valentin Willner von 2022 bis 2024 auch immer wieder in der 3. Liga bei den Rhein-Neckar Löwen II eingesetzt.
Im Sommer 2023 wurde er in den Perspektivkader der Löwen aufgenommen, was ihm regelmäßiges Training mit den Profis, sowie die Teilnahme am Trainingslager und bei Testspielen ermöglichte. Im April 2024 erhielt Valentin Willner seinen ersten Profivertrag bis zum 30. Juni 2025. Geplant sind Einsätze als dritter Kreisläufer in der Bundesliga, seine Spielpraxis wird er zudem in der Drittliga-Mannschaft der Löwen bekommen. Beim Auswärtsspiel am 26. September 2024 in Leipzig stand er erstmals bei einem Pflichtspiel im Bundesligakader der Löwen und beim Heimspiel gegen die SG BBM Bietigheim erzielte er seine ersten drei Bundesligatore.
Zum 1. Juli 2025 wechselte Willner zum Zweitligisten TuSEM Essen, bei dem er einen Vertrag über zwei Jahre unterschrieb.

### In Auswahlmannschaften
Valentin Willner spielte in diversen Auswahlmannschaften des Bayerischen Handball-Verbandes und wurde 2021 auch vom Deutschen Handballbund (DHB) zu Sichtungslehrgängen eingeladen. Im Januar 2022 debütierte er in der U17-Nationalmannschaft bei zwei Länderspielen gegen Polen.  Beim Vierländerturnier in Portugal im Januar 2025 erhielt er weitere Einsätze in der U21-Nationalmannschaft.